# TM-62

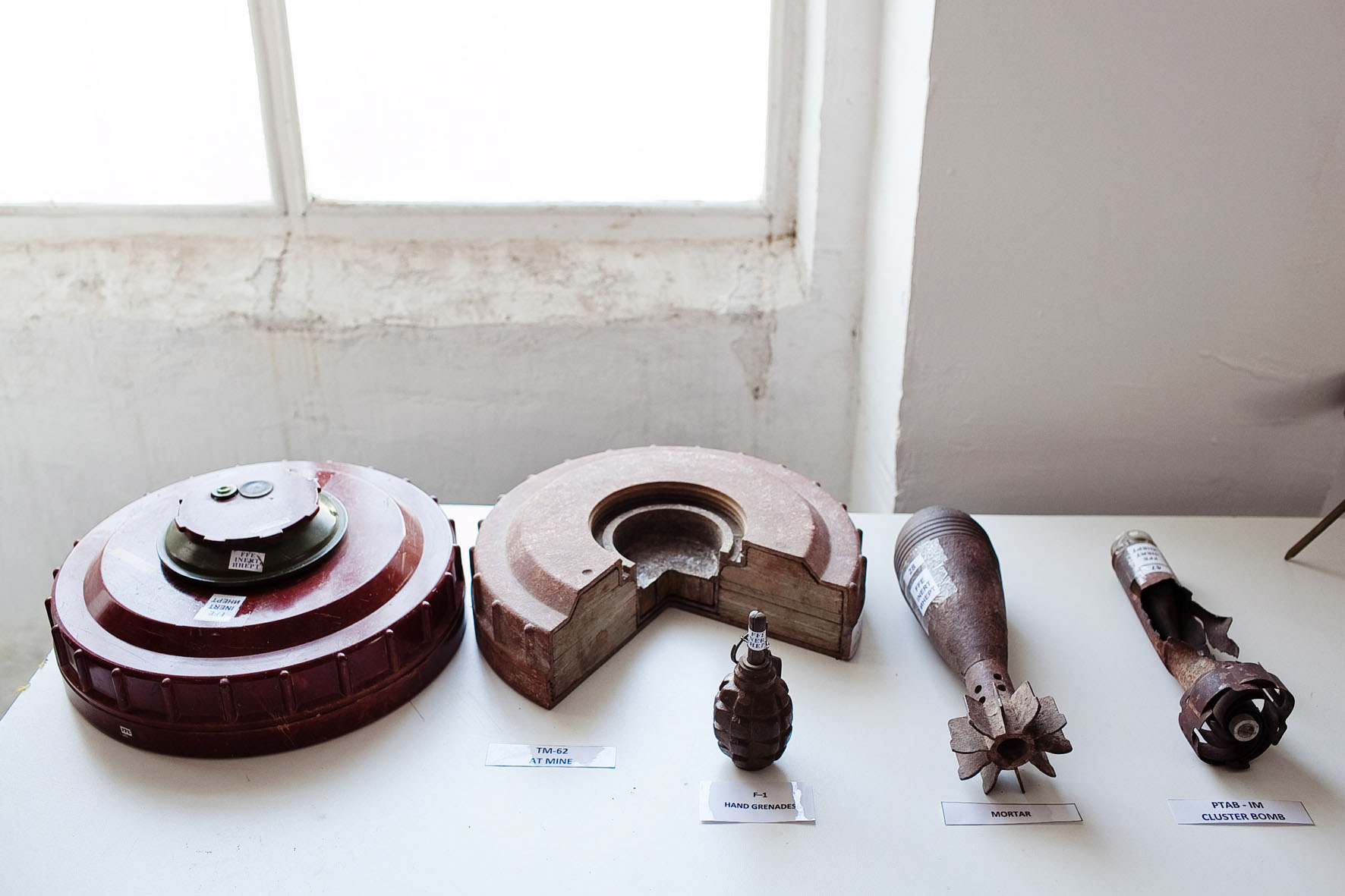
TM-62P2

TM-62 ist eine sowjetische Panzerabwehrmine, welche auf Explosivwirkung basiert. Die Minen können von Hand, aber auch maschinell verlegt werden. Die TM-62 ist eine Weiterentwicklung der früheren Minen TM-46 und TM-57. Sie war eine Zeit lang die Standard-Panzerabwehrmine der Sowjetunion. Außer in der Sowjetunion wurden die Minen in Bulgarien vom Unternehmen Dunarit hergestellt. Die Mine wird von etwa 25 Ländern eingesetzt, viele davon Entwicklungsländer.

## Technik
Es gibt verschiedene Varianten dieser Mine, sie basieren auf der gleichen Technik, aber in verschiedenen Gehäusen. Der Minenkörper ist zylindrisch (Durchmesser etwa 320 mm, Höhe etwa 100 mm), außer bei der Variante mit Holzgehäuse, da ist er quaderförmig. Mittig in der Mine befindet sich eine Einbuchtung mit Gewinde, in welche der Zünder eingeschraubt wird. Beim Transport wird die Einbuchtung mit einem Pfropfen verschlossen. Unterhalb der Einbuchtung für den Zünder befindet sich eine Verstärkerladung. Je nach Variante enthält die Mine 6,5 bis 7,5 kg TNT-Sprengstoff bei einem Gesamtgewicht von 8 bis 9,5 kg.
Die TM-62 lässt sich mit verschiedenen Druck-, Magnet- und Erschütterungszündern ausrüsten. Die Zünderaufnahme der TM-62 ist kompatibel mit der TM-72 Mine und kann daher auch neuere Zünder aufnehmen. Manche der TM-62 Minen haben einen zweiten Zünder als Aufhebeschutz, welcher eine sichere Räumung verhindern soll.

## Varianten
- TM-62B: Ohne Gehäuse. Die TM-62B ist eine in Form gegossene Scheibe aus Sprengstoff. Eingegossen ist die Zünderaufnahme aus Bakelit samt Verstärkerladung.[9]
- TM-62D (TM-62Д): Gehäuse aus Holz. Die einzige Variante mit einem quaderförmigen Gehäuse (340 mm × 295 mm × 178 mm).[5]
- TM-62M: Gehäuse aus Metall[1]
- TM-62P: Gehäuse aus Kunststoff. Es gibt mehrere Versionen dieser Mine: TM-62P und TM-62P2 in rotbrauner Farbe sowie TM-62P3 in grüner Farbe.[10][11][12]
- TM-62T: Gehäuse aus Harzgewebe, einem Verbundstoff aus Harz und Textilie.[13]
- UTM-62: Übungsmine.[14]